# Marija Benko
Marija Benko (tudi Marija Benko Kragelj), slovenska gledališka in filmska igralka, * 8. junij 1938, Ljubljana, † avgust 2021
Marija Benko je bila od leta 1959 članica ansambla Ljubljanske Drame. Nastopila je tudi v celovečernih filmih Nevidni bataljon, Idealist in Ljubezen nam je vsem v pogubo. Poročena je bila z režiserjem Mirčem Kragljem.

## Filmografija
- Ljubezen nam je vsem v pogubo (1987, celovečerni igrani film)
- Idealist (1976, celovečerni igrani film)
- Večeri Julijana Stepnika (1975, TV igra)
- Nevidni bataljon (1967, celovečerni igrani film))